# Caloplaca obamae
Caloplaca obamae — вид лишайників роду Caloplaca. Є першим видом, названим на честь Президента Сполучених Штатів Америки Барака Обами. C. obamae відкритий 2007 року Керрі Кнудсеном (англ. Kerry Knudsen) на острові Санта-Роза, Каліфорнія, а звіт про відкриття опубліковано у березні 2009 року.
За словами Кнудсена, він таким чином віддав честь Обамі за «його підтримку науки і наукової освіти», а також написав рукопис публікації про новий вид у час між виборами Обами і його інавгурацією.

## Опис
Caloplaca obamae виробляє тонкий талом у вигляді оранжевих гранул діаметром приблизно 30–50 мікрометрів, і утворює плями діаметром 0,2–1 мм, з часом покриваючи ділянки на ґрунті з розмірами до 6–7 см2.
Algal шар — переривчастий, зазвичай товщиною 50–100 мікрометрів. Схоже, що C. obamae не продукує аскоспорів; ascocarp, знайдений у зразках, може належати до спорідненого виду Caloplaca ludificans.
Caloplaca obamae за виглядом схожий на Caloplaca xanthostigmoidea.

## Розповсюдження
Caloplaca obamae є ендеміком на північній стороні острова Санта-Роза, зокрема на глинистих ґрунтах плейстоценових морських terraces. Поза межами острова не виявлений. На острові зустрічається в ареалі від затоки Бічера (англ. Beecher Bay) до каньйона Соледад, на трав'янистих землях, де останні сто років інтенсивно паслися тварини.
Впроваджені популяції свійських тварин поступово вилучають з острова, і висловлюються сподівання, що C. obamae, який практично зник, коли на численних ранчо випасали худобу, повернеться на острів. Зазвичай його знаходять разом з іншими наземними видами лишайників і мохоподібними.